# 11693 Grantelliott
11693 Grantelliott eller 1998 FE69 är en asteroid i huvudbältet som upptäcktes den 20 mars 1998 av LINEAR i Socorro County, New Mexico. Den är uppkallad efter Grant A. Elliott.
Asteroiden har en diameter på ungefär 8 kilometer.